# Ломас (регбийный клуб)
«Ломас Атлетик Клуб» (исп. Lomas Athletic Club) — аргентинский спортивный клуб из пригорода Буэнос-Айреса Ломас-де-Самора. Регбийная команда выступает в чемпионате Буэнос-Айреса. Клуб основан в 1891 году, и является одним из старейших коллективов страны. В 1899 году «Ломас» стал одним из четырёх основателей «Регбийного чемпионата „Ривер Плейт“», организации, впоследствии получившей статус Аргентинского регбийного союза. Вместе с тем «Ломас» считается первым грандом аргентинского футбола. В 1893—1898 годах атлетический клуб Ломаса пять раз становился чемпионом страны по футболу.
В структуру клуба входят команды по игре в боулз, крикету, хоккею на траве, гольфу, регби и теннису.

## Достижения

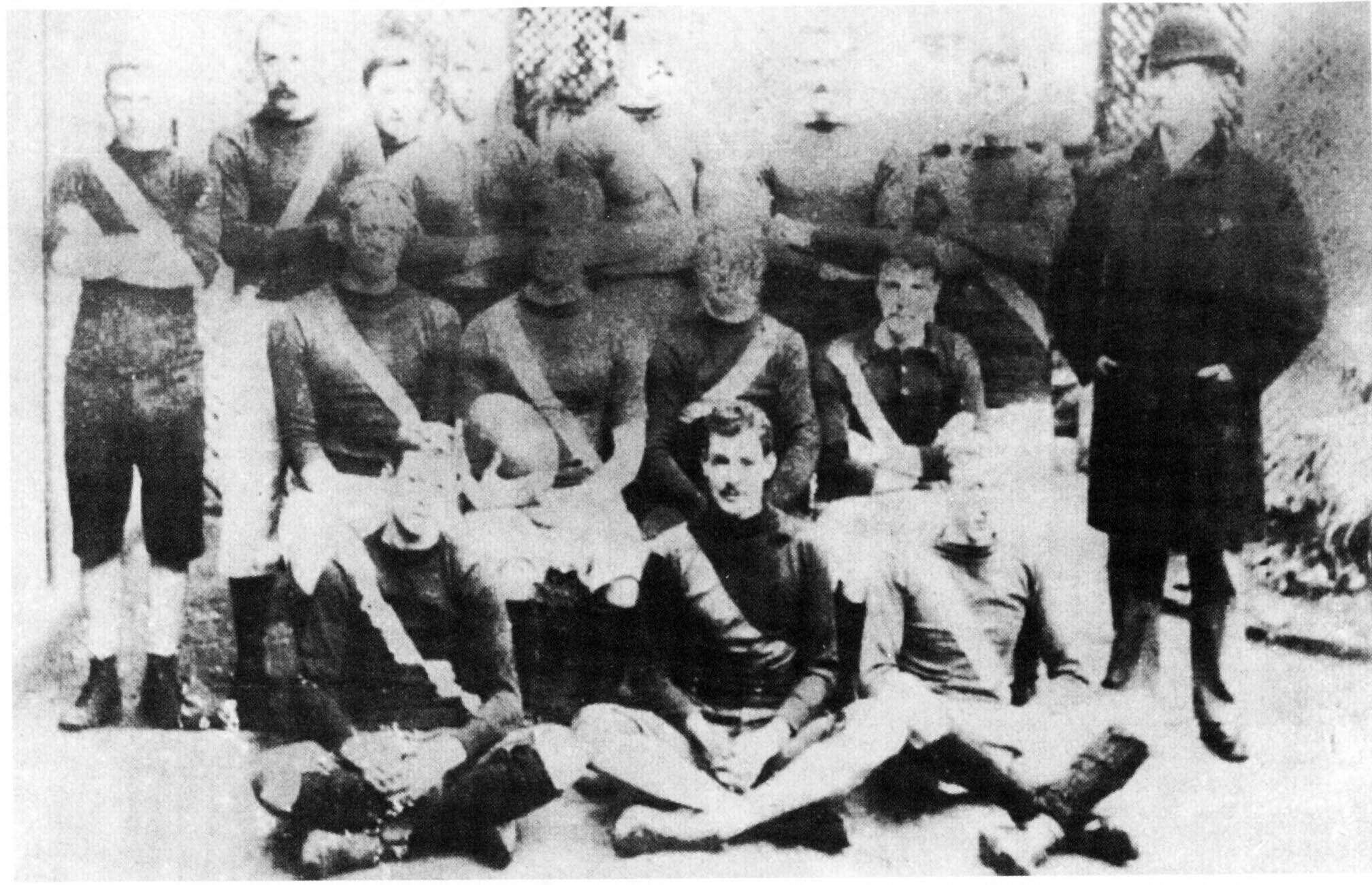
сборная, 1899.

### Крикет
- Примера (21): 1897-98, 1899-00, 1901-02, 1917-18, 1922-23, 1947-48, 1948-49, 1951-52, 1962-63, 1964-65, 1972-73, 1977-78, 1978-79, 1979-80, 1990-91, 1994-95, 2000-01, 2002-03, 2003-04,[5] 2009-10,[6] 2012-13[7]

### Футбол
- Примера (5): 1893, 1894, 1895, 1897, 1898

### Хоккей на траве
Женщины
- Метрополитано Примера (17): 1938, 1977, 1979, 1983, 1984, 1985, 1986, 1989, 1991, 1992, 1993, 1996, 1997, 2001, 2003, 2005, 2006

### Регби
- Торнео де ла УРБА (2): 1899, 1913